# Кох, Хайнер
Хайнер Кох (нем. Heiner Koch; род. 13 июня 1954, Дюссельдорф, ФРГ) — немецкий прелат. Титулярный епископ Рос Кре и вспомогательный епископ Кёльна с 17 марта 2006 по 18 января 2013. Епископ Дрезден-Мейсена с 18 января 2013 по 8 июня 2015. Архиепископ Берлина с 8 июня 2015.